# تاکوما اوکا
تاکوما اوکا (ژاپنی: 岡 卓磨؛ زادهٔ ۱۳ ژوئیهٔ ۱۹۹۱) یک بازیکن فوتبال اهل ژاپن است.
از باشگاه‌هایی که در آن بازی کرده‌است می‌توان به باشگاه فوتبال توکوشیما ورتیس اشاره کرد.